# Łobody
Łobody (deutsch Liegetrocken) ist ein Dorf in der polnischen Woiwodschaft Ermland-Masuren, das zur Stadt- und Landgemeinde Gołdap (Goldap) im  Kreis Gołdap gehört.

## Geographische Lage
Łobody liegt im Nordosten der Woiwodschaft Ermland-Masuren, sieben Kilometer westlich der  Kreisstadt Gołdap (Goldap). Bis zur polnisch-russischen Staatsgrenze sind es drei Kilometer in nördlicher Richtung.

## Geschichte
Das kleine Dorf kam im Laufe der Zeit in verschiedenen Namensformen vor: Leytregken (nach 1564), Ligwarken (nach 1584), Ligetrocken (nach 1818) und Liegetrocken (bis 1945). 
Im Jahr 1874 wurde der Ort in den damals neu errichteten Amtsbezirk Ballupönen (polnisch: Bałupiany) eingegliedert, der vor 1908 in den Amtsbezirk Grilskehmen (polnisch: Grygieliszki) umdirigiert wurde und – ab 1939 „Amtsbezirk Grilsen“ genannt – bis 1945 zum Kreis Goldap im Regierungsbezirk Gumbinnen der preußischen Provinz Ostpreußen gehörte.
Im Jahr 1910 waren in Liegtrocken mit dem 1802 gegründeten Ortsteil Milchbude (polnisch: Klewiny) insgesamt 179 Einwohner gemeldet. Ihr Zahl belief sich im Jahre 1933 noch auf 173 und betrug 1939 nur noch 152.
In Kriegsfolge kam Liegetrocken 1945 mit dem gesamten südlichen Ostpreußen zu Polen und heißt seither „Łobody“. Das Dorf ist heute Sitz eines Schulzenamtes (polnisch: Sołectwo) und gehört als kleine Ortschaft zum Verbund der Stadt- und Landgemeinde Gołdap im Powiat Gołdapski, bis 1998 der Woiwodschaft Suwałki, seither der Woiwodschaft Ermland-Masuren zugehörig.

## Religionen
Mit seiner überwiegend evangelischen Bevölkerung war Liegetrocken bis 1945 in das Kirchspiel der Kirchen in Goldap eingepfarrt und gehörte somit zum Kirchenkreis Goldap in der Kirchenprovinz Ostpreußen der Kirche der Altpreußischen Union. Auch für die Katholiken stand die Pfarrkirche in Goldap. Sie gehörte zum Bistum Ermland.
Die Einwohnerschaft Łobodys ist seit 1945 fast ausnahmslos katholischer Konfession. Die Pfarrei ist auch heute noch Gołdap, das jetzt zum Dekanat Gołdap im Bistum Ełk (Lyck) der Katholischen Kirche in Polen gehört. Die wenigen evangelischen Kirchenglieder gehören zur Kirchengemeinde Gołdap, die heute durch die Pfarrei in Suwałki in der Diözese Masuren der Evangelisch-Augsburgischen Kirche in Polen betreut wird.

## Verkehr
Łobody ist verkehrsmäßig ein wenig abgelegen. Das Dorf ist auf nur unwegsamen Nebenstraße erreichbar, sowohl von Bałupiany (Ballupönen, 1938 bis 1945 Ballenau) als auch von Skocze (Skötschen, 1938 bis 1945 Grönfleet) aus. 